# Liste der Naturdenkmale in Mainhausen
Die Liste der Naturdenkmale in Mainhausen nennt die in der Gemeinde Mainhausen im Landkreis Offenbach in Hessen gelegenen Naturdenkmale.
| Bild            | Bezeichnung      | Ortsteil, Lage                            | Beschreibung | Art          | Nr.     |
| --------------- | ---------------- | ----------------------------------------- | --- | ------------ | ------- |
| BW              | Rosskastanie     | Mainflingen 50° 2′ 0,7″ N, 9° 1′ 42,6″ O  | Etwa 19,5 m hohe Rosskastanie (Aesculus hippocastanum) mit geschlossener hochgestreckter Form und zahlreichen überhängenden Zweigen.                     | Rosskastanie | 438 051 |
| Fotos hochladen | Alte Eiche       | Mainflingen 50° 0′ 29,4″ N, 9° 1′ 56,1″ O | Etwa 22 m hohe Eiche mit hoch ansetzender Krone. | Eiche        | 438 052 |
| BW              | Eiche Zellhausen | Zellhausen 50° 0′ 11,9″ N, 8° 58′ 48,7″ O | Etwa 20 m hohe, freistehende Stieleiche (Quercus robur) mit kurzem Stamm. Die Kronenbreite des Baumes beträgt etwa 18 m, der Stammumfang misst etwa 3 m. | Stiel-Eiche  | 438 075 |

## Belege
1. ↑  
Naturdenkmal. www.kreis-offenbach.de, abgerufen am 7. April 2020.

- Karte mit allen Koordinaten:
- OSM |
- WikiMap